# Сюйкету-черби
Сюйкету-черби — монгольский военачальник и нойон-тысячник, один из сподвижников и доверенных лиц Чингисхана.
Титул черби (чербия) в Монгольской империи означал управляющего делами государства. Во времена Чингисхана это звание носили шесть человек, в том числе родной брат Сюйкету Толун.
Сюйкету происходил из рода хонхотан. Его отец, Мунлик-Эциге, служил ещё отцу Чингисхана Есугею и потому пользовался  в империи огромным авторитетом. Сам Сюйкету попал к Чингису ещё до принятия тем ханского титула, вскоре после становления независимым правителем. Занявшись устройством улуса, хан назначил Сюйкету одним из стольничих — баурчи. В 1204 году, готовясь к войне с найманами, Чингис провёл реорганизацию войска, введя должность черби, на одну из которых поставил Сюйкету. 
Хотя сведений о заслугах Сюйкету не сохранилось, они, по-видимому, имели место, о чём говорит пожалование этого чербия в тысячники на курултае 1206 года. Вскоре после этого между семьями Чингисхана и Мунлика (с подачи старшего сына последнего, шамана Тэб-Тенгри) вспыхнул конфликт из-за претензий на власть, однако принимал ли в нём участие Сюйкету, неизвестно.
Сюйкету и впоследствии сопровождал Чингисхана в его завоевательных походах; в частности, персидская летопись «Джами ат-таварих» сообщает о его участии в Хорезмской кампании 1219—1223 гг., когда войска под начальством Сюйкету, а также Алака и Бука-нойона осаждали города Бенакент и Ходженд.